# マイサポート
株式会社マイサポート（英: MY SUPPORT Co., Ltd. ）は、愛知県稲沢市に本社を置く、パン・パシフィック・インターナショナルホールディングス（PPIH）傘下の人材派遣会社である。

## 概要
主にユニーの店舗やショッピングセンター内におけるレジ・販売スタッフの紹介事業を行っている。
2020年（令和2年）11月1日、同じPPIHグループ傘下の、同業種「ストアークルーズ株式会社」を吸収合併。
旧ストアークルーズ本社を葛西事務所として継承している。

## 事業内容
- 人材派遣事業
- 人材紹介事業
- アウトソーシング事業

## 支店・営業所
- 横浜支店（横浜市神奈川区）- ユニー関東事務所内
- 静岡営業所（静岡市駿河区）- ユニー山静事務所と同じビル
- 北陸営業所（石川県白山市）- ユニー北陸事務所内
- 葛西事務所（東京都江戸川区）- ドン・キホーテ葛西店と同じビル、旧ストアークルーズ業務全般